# Gomosi

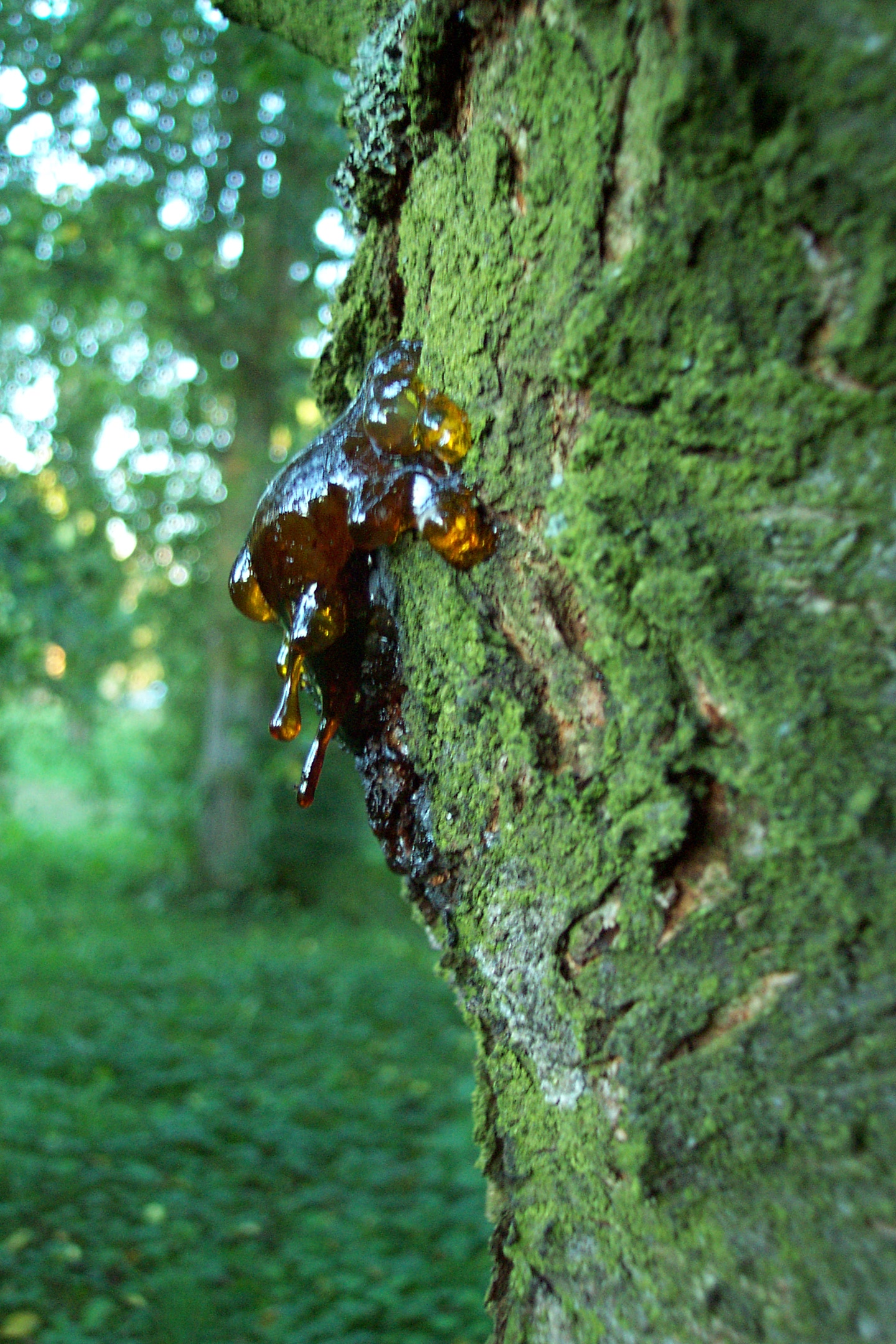
Un pedàs de goma que surt a l'escorça d'un cirerer

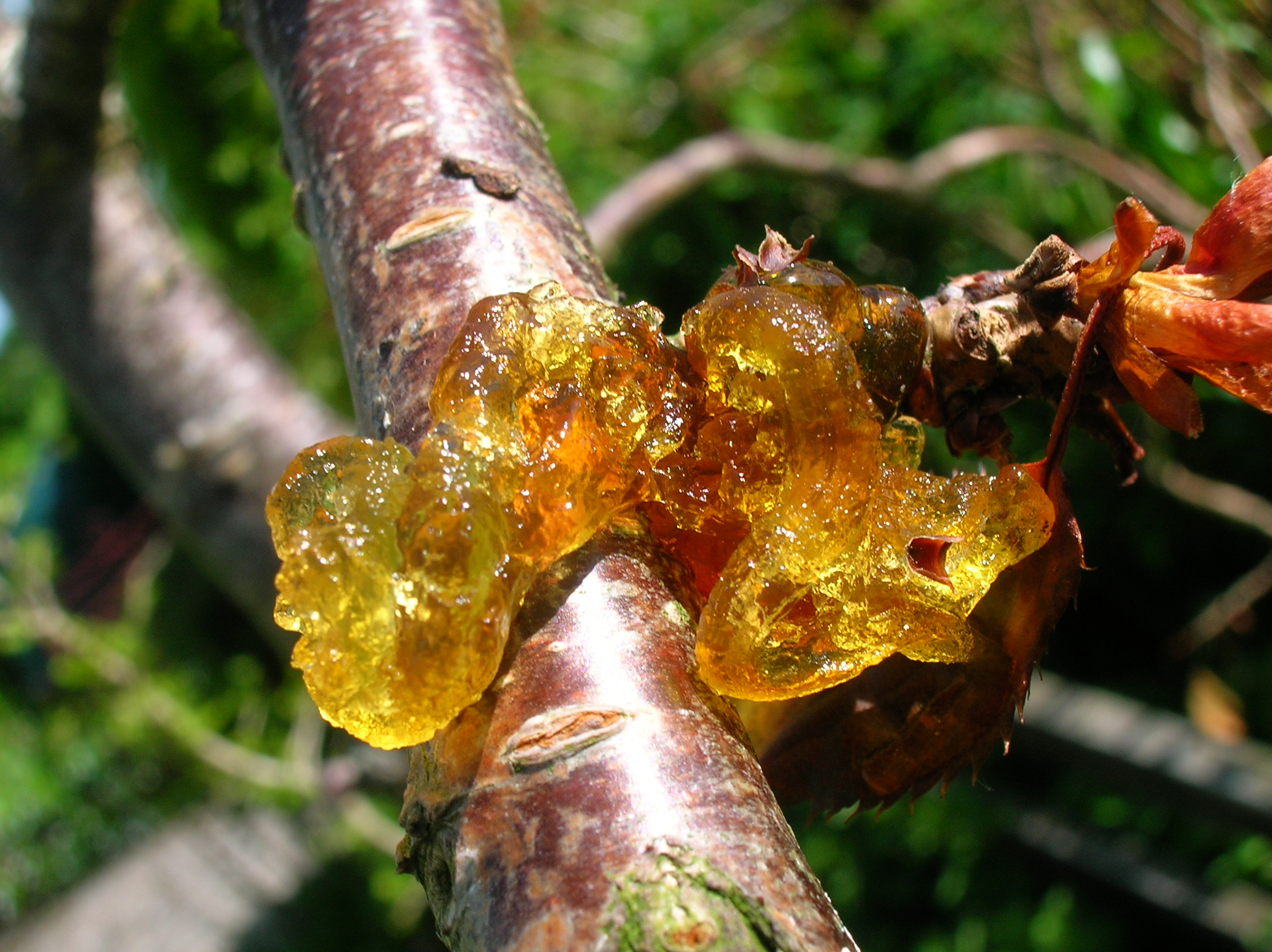
Un xancre indueix una gomosi en un cirerer ornamental

Gomosi és la formació de pedaços d'una substància gomosa a la superfície de certes plantes, particularment arbres fruiters. Aquest fet ocorre quan la saba vessa de ferides o xancres com a reacció a estímuls externs, com ara les condicions climàtiques adverses, infeccions, atacs d'insectes o un dany físic. Es concep com una malaltia fisiològica de les plantes.